# Neivamyrmex bohlsi
Neivamyrmex bohlsi es una especie de hormiga guerrera del género Neivamyrmex, subfamilia Dorylinae. Esta especie fue descrita científicamente por Emery en 1896.